# Lesní požáry v severní Kalifornii v říjnu 2017

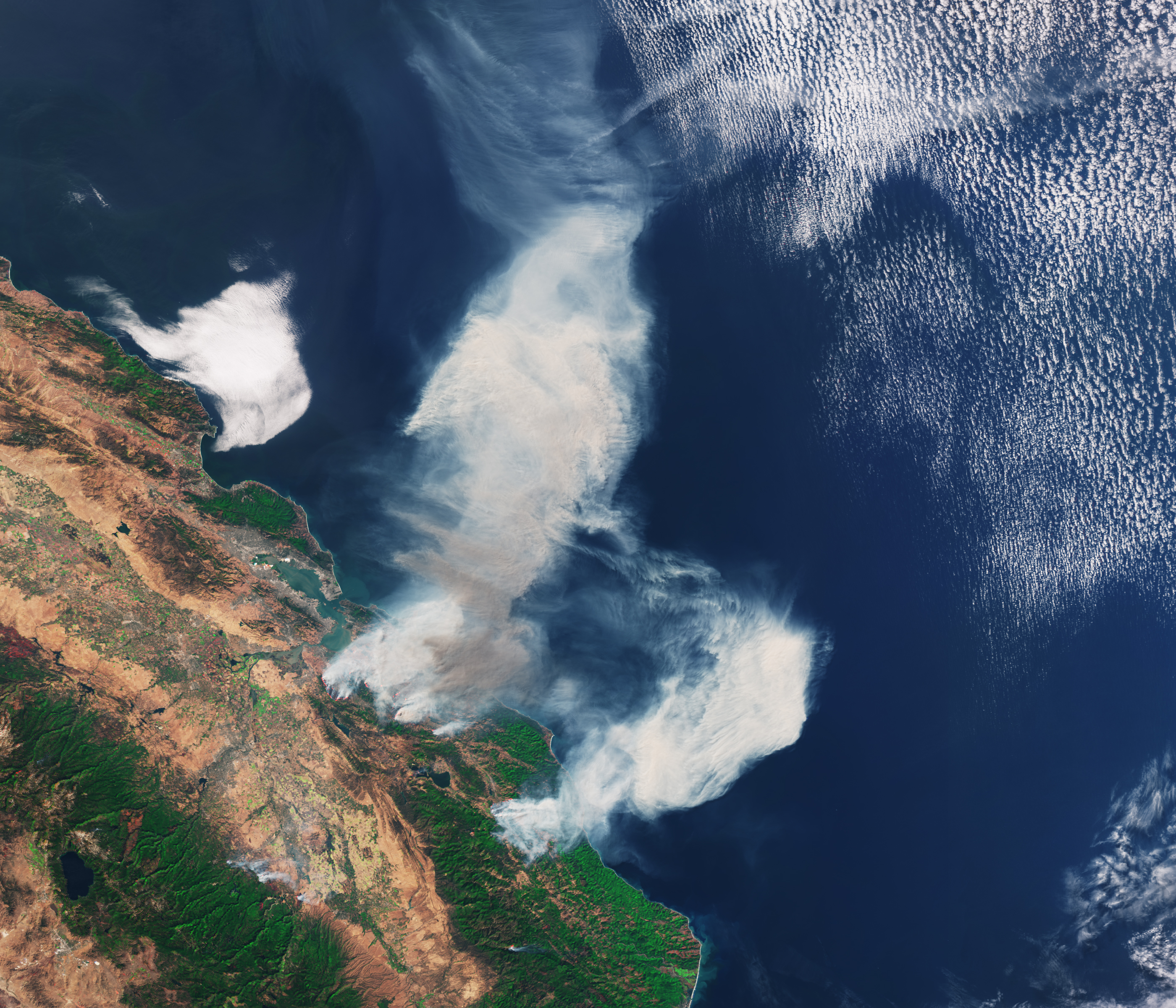
Kouř způsobený požáry

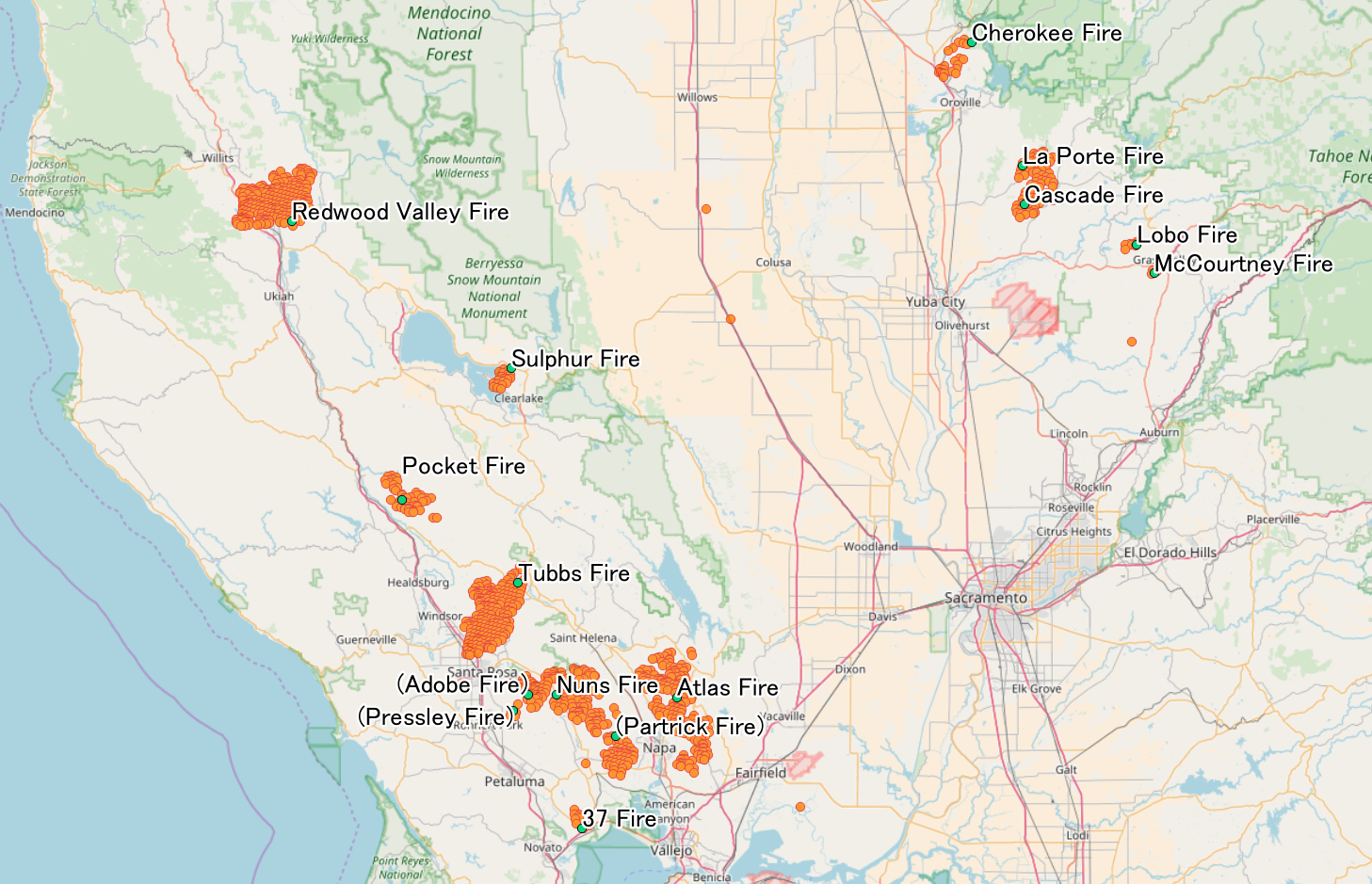
Požáry od 7. do 14. října 2017

Na začátku října 2017 vypukly na severu Kalifornie série požárů, které zničily více než 8 900 budov a zabily nejméně 44 lidí. Téměř 100 000 lidí muselo opustit svoje domovy. Požár zničil přes 245 000 akrů lesů, což činí 99 148 hektarů. Týden mezi 8. a 15. říjnem je nejsmrtelnějším týdnem požárů v historii Kalifornie.
Několik dní před požáry bylo pro sever Kalifornie vydáno varování, neboť se očekával silný vítr, který by mohl plameny rozšířit.

## Požáry
| Název                  | Okres        | Hektary | Vypuknutí požáru | Uhašení požáru | Oběti a zranění         | Zdroj        |
| ---------------------- | ------------ | ------- | ---------------- | -------------- | ----------------------- | ------------ |
| Cherokee               | Butte        | 3 406   | 8. října 2017    | 16. října 2017 |                         | [ 4 ]        |
| Atlas                  | Napa, Solano | 20 891  | 8. října 2017    | 28. října 2017 | 6 mrtvých               | [ 5 ] [ 6 ]  |
| Tubbs                  | Napa, Sonoma | 14 895  | 8. října 2017    | 30. října 2017 | 22 mrtvých              | [ 5 ] [ 7 ]  |
| Nuns                   | Napa, Sonoma | 22 887  | 8. října 2017    | 30. října 2017 | 3 mrtví                 | [ 8 ] [ 9 ]  |
| La Porte               | Butte        | 2 489   | 9. října 2017    | 19. října 2017 |                         | [ 10 ]       |
| Cascade                | Yuba         | 4 042   | 9. října 2017    | 19. října 2017 | 4 mrtví                 | [ 11 ]       |
| Redwood Valley Complex | Mendocino    | 14 780  | 9. října 2017    | 26. října 2017 | 9 mrtvých, 43 zraněných | [ 5 ] [ 12 ] |
| Sulphur                | Lake         | 893     | 9. října 2017    | 26. října 2017 |                         | [ 13 ]       |
| 37 Fire                | Sonoma       | 672     | 9. října 2017    | 12. října 2017 |                         | [ 1 ]        |
| Pocket                 | Sonoma       | 7 024   | 9. října 2017    | 31. října 2017 |                         | [ 14 ]       |
| Lobo                   | Nevada       | 332     | 9. října 2017    | 18. října 2017 |                         | [ 15 ]       |
| Bear                   | Santa Cruz   | 158     | 16. října 2017   | 27. října 2017 | 7 zraněných             | [ 16 ]       |